# Teillots
Teillots (okzitanisch: Telhòus) ist eine französische Gemeinde mit 99 Einwohnern (Stand: 1. Januar 2022) im Département Dordogne in der Region Nouvelle-Aquitaine (vor 2016 Aquitaine). Sie gehört zum Arrondissement Sarlat-la-Canéda (bis 2017: Arrondissement Périgueux) und zum Kanton Le Haut-Périgord noir. Die Einwohner werden Teillotois und Teillotoises genannt.

## Geografie
Teillots liegt etwa 37 Kilometer ostnordöstlich von Périgueux. An der nördlichen Gemeindegrenze verläuft das Flüsschen Dalon.
Nachbargemeinden sind Sainte-Trie im Nordwesten und Westen, Segonzac im Nordosten und Osten, Coubjours im Osten und Südosten, Badefols-d’Ans im Süden sowie Boisseuilh im Westen und Nordwesten.

## Bevölkerungsentwicklung
| Jahr                       | 1962 | 1968 | 1975 | 1982 | 1990 | 1999 | 2006 | 2019 |
| -------------------------- | ---- | ---- | ---- | ---- | ---- | ---- | ---- | ---- |
| Einwohner                  | 191  | 152  | 132  | 131  | 123  | 137  | 130  | 99   |
| Quellen: Cassini und INSEE |      |      |      |      |      |      |      |      |

## Sehenswürdigkeiten
- Kirche Notre-Dame-de-la-Nativité aus dem 19. Jahrhundert
- Friedhofskapelle

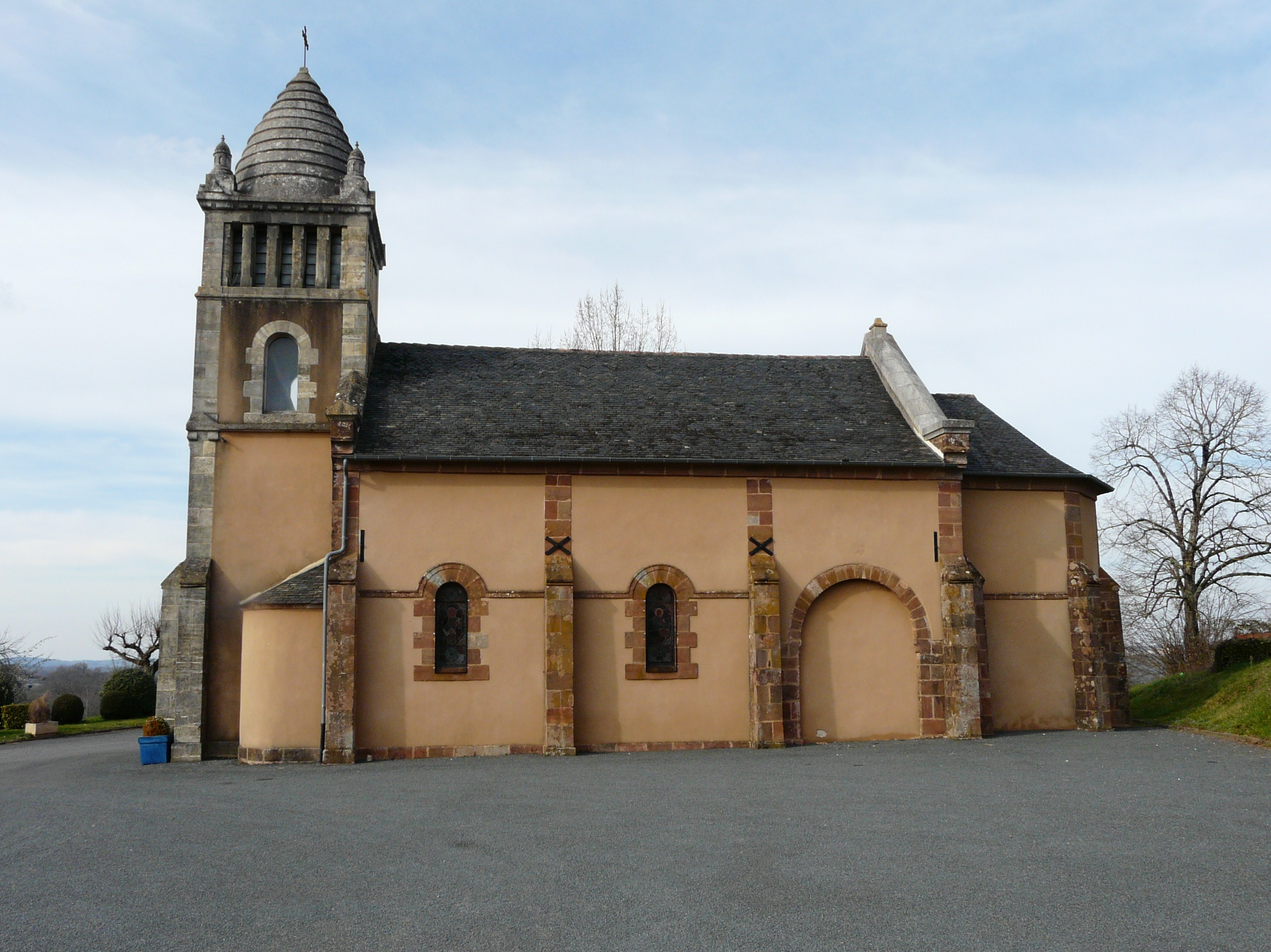
Kirche Notre-Dame-de-la-Nativité
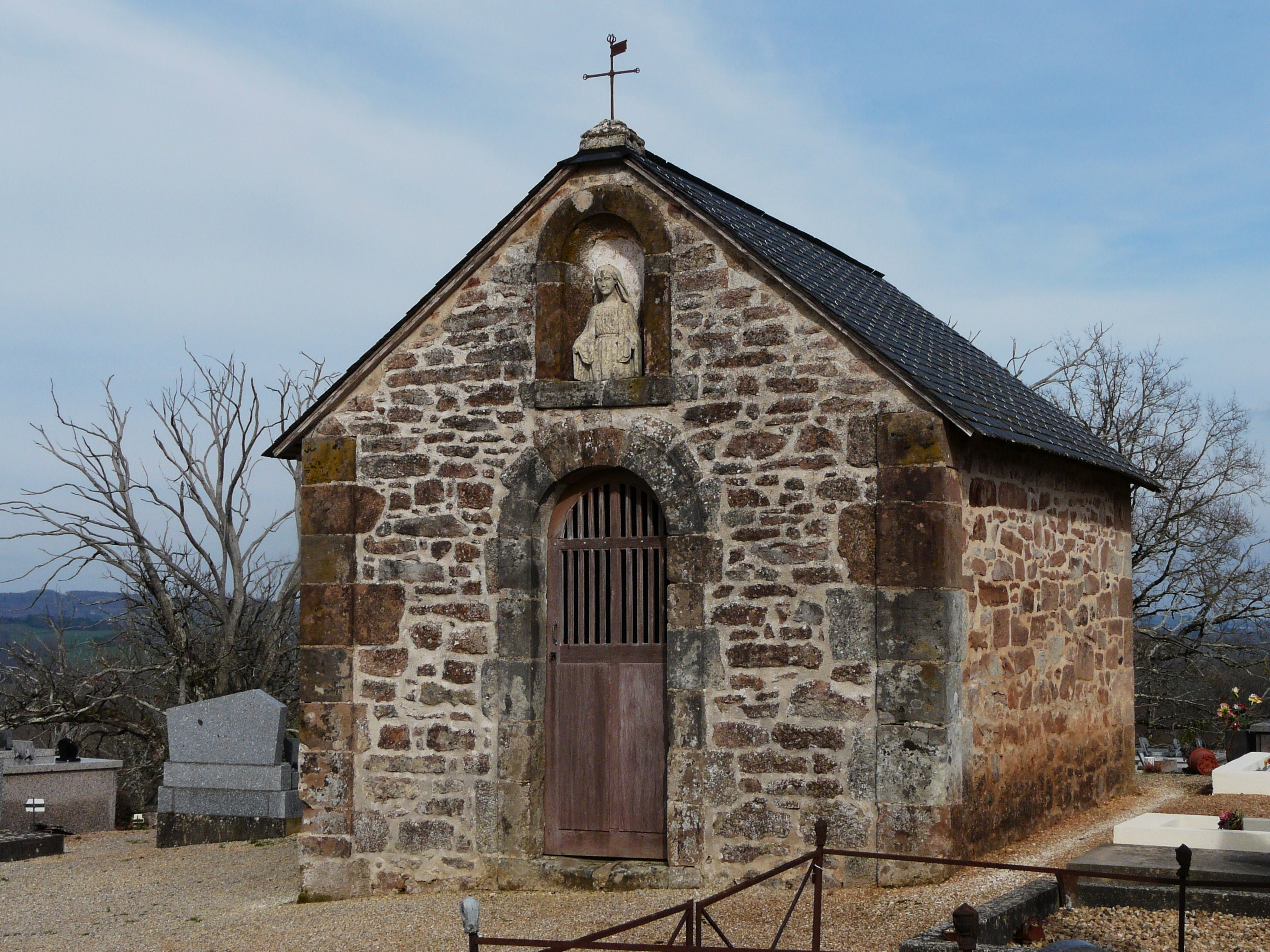
Friedhofskapelle